# Félix Biet
Pour les articles homonymes, voir Biet.
Félix Biet est un missionnaire et un naturaliste français, né le 21 octobre 1838 à Langres et mort le 9 septembre 1901 à Saint-Cyr-au-Mont-d'Or.

## Biographie
Il est ordonné prêtre en 1864 au sein de la société des Missions étrangères de Paris, comme ses trois frères, Joseph (1830-1855) mort neuf ans plus tôt missionnaire en Mandchourie, Alexandre (1838-1891), missionnaire au Tibet, et Louis (1845-1886), futur missionnaire en Birmanie. Il part immédiatement pour le Tibet avec le P. Jules Dubernard où il arrive à Bonga en mars 1865, mais il y est attaqué par  des lamas et doit se retirer à Yerkalo (ou Yanjing en chinois) en pleine montagne. Il y fonde l'église Notre-Dame-du-Sacré-Cœur de Yerkalo, une mission avec le P. Auguste Desgodins. C'est aujourd'hui (2010) la seule paroisse existante de la région autonome du Tibet. Il devient en août 1878 vicaire apostolique, après avoir été nommé évêque in partibus de Diana (de), le 23 juillet 1878. Il reçoit sa consécration épiscopale, le 24 novembre 1878, pour le vicariat apostolique du Thibet dont le siège est à Ta-tsien lou. C'est sous son vicariat que le P. Brieux est assassiné. L'expédition scientifique de Gabriel Bonvalot et du prince Henri d'Orléans lui rend visite en juin 1890, avec d'autres confrères présents, comme les PP Giraudeau, Dejean et Soulié, botanistes à leurs heures.
Mgr Biet récolte de nombreux spécimens d’histoire naturelle. Il fait parvenir des papillons à Charles Oberthür (1845-1924) qui lui dédie trois espèces : Anthocharis bieti (en), Pantoporia bieti (en) et Thecla bieti (en). Le chat de Biet (Felis bieti) et le singe de Biet (Rhinopithecus bieti), ce dernier collecté par Jean-André Soulié, lui ont été dédiés par Alphonse Milne-Edwards (1835-1900) en 1892 pour le premier et en 1897 pour le second. Émile Oustalet (1844-1905) lui dédie le passereau garrulaxe de Biet (Garrulax bieti) en 1897.
Il retourne en France à la fin de sa vie pour raisons de santé. Mgr Pierre-Philippe Giraudeau, coadjuteur depuis 1897 lui succède.
Il est l'oncle d'Edmond Haraucourt (1856-1941) poète, dramaturge, romancier et journaliste, célèbre pour la phrase Partir c'est mourir un peu….

## Source
- (en) Bo Beolens et Michael Watkins (2003). Whose Bird ? Common Bird Names and the People They Commemorate. Yale University Press (New Haven et Londres) : 400 p.  (ISBN 0-300-10359-X)